# Каталог Гобокена
Каталог Гобокена (нім. J. Haydn, Thematisch-bibliographisches Werkverzeichnis або Hoboken-Verzeichnis) — каталог творів австрійського композитора Йозефа Гайдна, складений Антоні ван Гобокеном та опублікований з 1957 по 1978 у трьох томах.
У каталозі твори розсортовані у 31 категорію відповідно до жанру, категорії позначаються римськими цифрами. Кожному твору також надано свій номер всередині категорії, що позначається арабськими цифрами.
| Hob.   | Категорія                                                        |
| ------ | ---------------------------------------------------------------- |
| I      | Симфонії (1–108)                                                 |
| Ia     | Увертюри (1–16)                                                  |
| II     | Дівертисменти для 4 та більше інструментів (1–47)                |
| III    | Струнні квартети (1–83b)                                         |
| IV     | Дівертисменти для 3 інструментів (1–11)                          |
| V      | Тріо для струнних (1–21)                                         |
| VI     | Дуети для струнних (1–6)                                         |
| VII    | Концерти                                                         |
| VIII   | Марші (1–7)                                                      |
| IX     | Танці (1–29)                                                     |
| X      | Дивертисменти з баритоном (1–12)                                 |
| XI     | Тріо з баритоном (1–126)                                         |
| XII    | Дуети з баритоном (1–25)                                         |
| XIII   | Концерти для баритону (1–3)                                      |
| XIV    | Дівертисменти з фортепіано (1–13)                                |
| XV     | Фортепіанні тріо (1–40)                                          |
| XVa    | Фортепіанні дуєти                                                |
| XVI    | Сонати для фортепіано (1–52)                                     |
| XVII   | Твори для фотепіано (1–12)                                       |
| XVIIa  | Твори для фортепіано в 4 руки (1–2)                              |
| XVIII  | Концерти для клавішних інструментів (1–11)                       |
| XIX    | Твори для механічного годинника (1–32)                           |
| XX     | Твори про Сім останніх слів Христа                               |
| XXa    | Стабат Матер                                                     |
| XXI    | Ораторії (1-3)                                                   |
| XXII   | Меси (1–14)                                                      |
| XXIII  | Інші духовні твори                                               |
| XXIV   | Кантати, хори та арії у супроводі оркестра                       |
| XXV    | Пісні для 2, 3 та 4 голосів                                      |
| XXVI   | Пісні та кантати у супроводі фортепіано                          |
| XXVII  | Канони (Духовні 1–10; Світські 1–47)                             |
| XXVIII | Опери (1–13)                                                     |
| XXIX   | Опери для маріонеток та оперетти                                 |
| XXX    | Музика для супроводу                                             |
| XXXI   | Аранжування шотландських (273) та уельських (60) народних пісень |